# Tears (composition de Reinhardt et Grappelli)
Tears est une composition de Django Reinhardt et Stéphane Grappelli, enregistrée pour la première fois en 1937 par le Quintette du Hot Club de France et devenue un standard du jazz manouche.
Dans ce morceau, Django Reinhardt joue avec les doigts de sa main droite, et non comme habituellement avec un plectre.
En 2000, Françoise Hardy a écrit des paroles en français sur le morceau, sous le titre Tous mes souvenirs me tuent, publié sur l'album Clair-obscur. En 2015, Kris Dollimore a écrit des paroles en anglais sous le titre Summer rain.

## Versions notables
Django Reinhardt a enregistré plusieurs fois ce morceau :
- 21 avril 1937 à Paris, Quintette du Hot Club de France : Django Reinhardt (g. solo), Stéphane Grappelli (v.), Pierre Ferret, Marcel Bianchi (g.), Louis Vola (b.).
- 22 mars 1940 à Paris : Django Reinhardt (g. solo), Philippe Brun, Pierre Allier, Alex Renard, Al Piguillem (tp), Guy Paquinet, Gaston Moat, Pierre Deck (tb), Alix Combelle (bs), Charlie Lewis (p), Pierre “Baro” Ferret (g), Emmanuel Soudieux (b).
- 21 et 28 novembre 1947 à Paris, Quintette du Hot Club de France : Django Reinhardt (g. solo), Stéphane Grappelli (v.), Joseph Reinhardt, Eugène Vées (g.), Fred Ermelin (b.).

De nombreux autres musiciens ont également joué Tears, notamment :
- 1974 : Babik Reinhardt, Sur le chemin de mon père… Django Reinhardt
- 1979 : Stéphane Grappelli, Philip Catherine, Larry Coryell et Niels-Henning Ørsted Pedersen, Young Django
- 1987 : Barney Wilen, French Ballads
- 1989 : Howard Alden Trio, avec Ken Peplowski et Warren Vaché, The Howard Alden Trio
- 1990 : Chet Atkins et Mark Knopfler, Neck and Neck
- 1990 : Joe Pass, Summer Nights
- 1992 : Charlie Byrd, The Washington Guitar Quintet
- 1994 : Rosenberg trio avec Stéphane Grappelli, Caravan
- 1995 : David Grisman et Martin Taylor, Tone Poems II - The Sounds of the Great Jazz Guitars, Mandolins, Mandolas & Mandocellos
- 1999 : Bucky Pizzarelli, April Kisses
- 2000 : Didier Lockwood, Tribute to Stéphane Grappelli
- 2009 : Patrick Saussois et Daniel John Martin, Le QuecumBar - Live in London
- 2010 : Joscho Stephan et Olivier Holland, Gypsy Meets Jazz
- 2010 : Florin Niculescu, Django tunes
- 2010 : Rosenberg trio avec Biréli Lagrène, Djangologists
- 2013 : Nicolas Krassik e Cordestinos, Nordeste de Paris
- 2015 : Noël Akchoté, Anouman - Noël Akchoté Plays the Music of Django Reinhardt